# Paris Street Circuit
Paris Street Circuit – tor uliczny znajdujący się w Paryżu we Francji. Odbywa się na nim ePrix Paryża. Pierwszy wyścig na torze odbył się 23 kwietnia 2016 roku w ramach mistrzostw Formuły E.